# エックスロボティックス
エックスロボティックス（英語: X Robotics, Inc.）は、米国、カルフォルニア州サンフランシスコに拠点を置く、食品であるピザを自動製造するロボットを制作して販売している。2019年にファウンディングしている。

## 製品
1時間に平均60枚のピザを製造、最大で150枚のピザを製造できる。23種類のトッピンングを用意することができ、ロボット1台あたり17種類のトッピングを可能としている。ピザの大きさ（直径）10インチ、12インチ、14インチのサイズをサポート。メンテナンスフリーで横180センチ、奥行き80センチ、高さ145センチの筐体である。製品モデルxPizza Oneをリリースしているが、後にxPizza One Maxをリリースする予定である。ロボットの制御にはiPadやAndroidタブレット端末を必要としている。